# 名阪國道

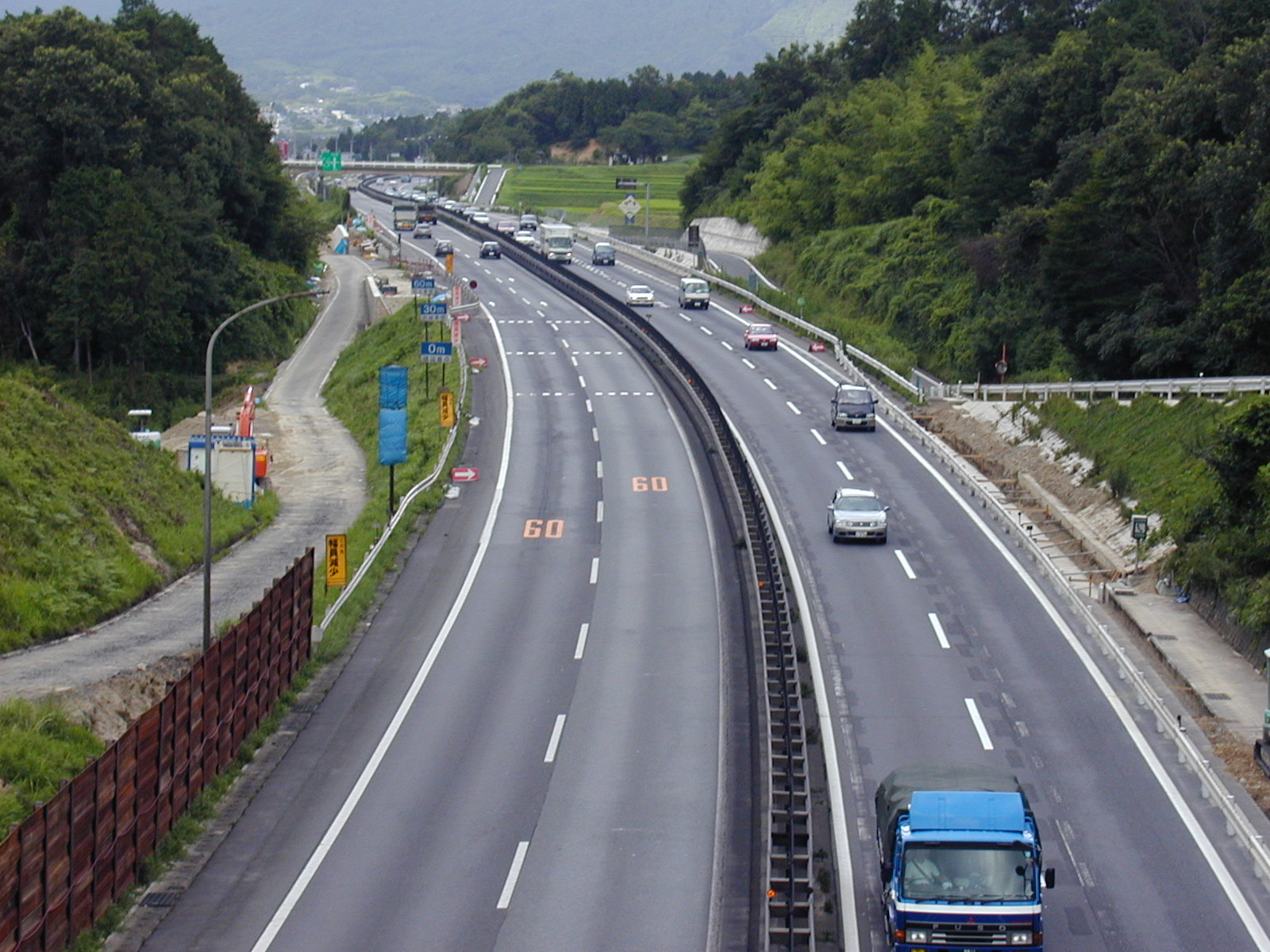
上柘植交流道附近

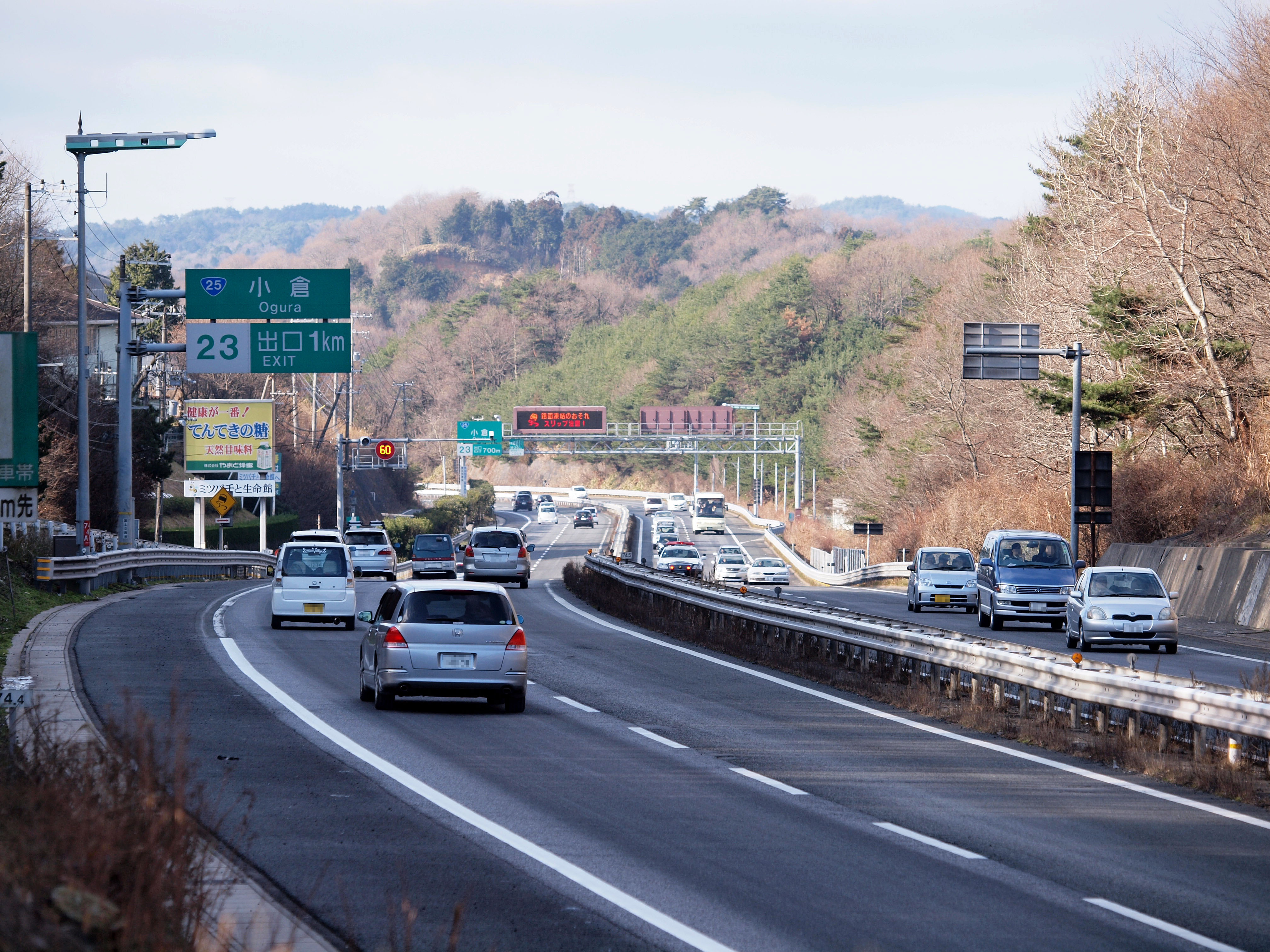
小倉交流道附近

名阪國道（日语：／ Meihan kokudō */?）是一般國道25號起於三重縣龜山市龜山交流道，經由伊賀市，訖於奈良縣天理市天理交流道的高速公路（高速自動車國道並行一般國道快速道路），同時也是國道25號的繞道。通常以名阪（名阪／めいはん）略稱之。國土開發幹線自動車道為近畿自動車道名古屋大阪線（名古屋市 - 吹田市）。
高速公路編號與西名阪自動車道被共同編為 E25 。

## 關連項目
- 新直轄方式
- 中部地方道路列表
- 近畿地方道路列表

## 外部連結
- 中部地方整備局
  - 北勢國道事務所
    - 名阪國道道路情報（三重縣）
- 近畿地方整備局（页面存档备份，存于）
  - 奈良國道事務所（页面存档备份，存于）
    - 名阪國道道路狀況（奈良縣）（页面存档备份，存于）